# Campeonato Sudamericano Sub-20 de 1991
El Campeonato Sudamericano Sub-20 de 1991 (Copa Juventud de América de 1991) se desarrolló en Venezuela, en las ciudades de San Cristóbal y Ciudad Guayana. 

## Participantes
Participaron en el torneo los equipos representativos de las 10 asociaciones nacionales afiliadas a la Confederación Sudamericana de Fútbol:
| Equipos participantes | Equipos participantes | Equipos participantes | Equipos participantes | Equipos participantes |
| --------------------- | --------------------- | --------------------- | --------------------- | --------------------- |
| Argentina             | Bolivia               | Brasil                | Chile                 | Colombia              |
| Ecuador               | Paraguay              | Perú                  | Uruguay               | Venezuela             |

## Sedes
La Federación Venezolana de Fútbol anunció las sedes del torneo:
| Ciudad         | Estadio                               | Capacidad |
| -------------- | ------------------------------------- | --------- |
| San Cristóbal  | Estadio Polideportivo de Pueblo Nuevo | 25.000    |
| Ciudad Guayana | Estadio Polideportivo Cachamay        | 14.000    |

## Primera Ronda

### Grupo A
| Teams     | Pld | W | D | L | GF | GA | GD | Pts |
| --------- | --- | - | - | - | -- | -- | -- | --- |
| Brasil    | 4   | 3 | 1 | 0 | 11 | 3  | +8 | 7   |
| Argentina | 4   | 2 | 1 | 1 | 7  | 6  | +1 | 5   |
| Chile     | 4   | 1 | 1 | 2 | 7  | 9  | -2 | 3   |
| Colombia  | 4   | 1 | 1 | 2 | 5  | 10 | -5 | 3   |
| Bolivia   | 4   | 1 | 0 | 3 | 5  | 7  | -2 | 2   |

| 2 de febrero  | Bolivia   | 3–0 | Colombia  |
|               | Argentina | 3–2 | Chile     |
| 4 de febrero  | Brasil    | 3–0 | Bolivia   |
|               | Colombia  | 1–1 | Chile     |
| 6 de febrero  | Brasil    | 1–1 | Argentina |
|               | Chile     | 3–2 | Bolivia   |
| 8 de febrero  | Brasil    | 3–1 | Chile     |
|               | Colombia  | 3–2 | Argentina |
| 10 de febrero | Brasil    | 4–1 | Colombia  |
|               | Argentina | 1–0 | Bolivia   |

### Grupo B
| Teams     | Pld | W | D | L | GF | GA | GD  | Pts |
| --------- | --- | - | - | - | -- | -- | --- | --- |
| Paraguay  | 4   | 3 | 0 | 1 | 14 | 7  | +7  | 6   |
| Uruguay   | 4   | 2 | 2 | 0 | 10 | 3  | +7  | 6   |
| Ecuador   | 4   | 1 | 2 | 1 | 6  | 6  | 0   | 4   |
| Perú      | 4   | 0 | 2 | 2 | 4  | 8  | -4  | 2   |
| Venezuela | 4   | 1 | 0 | 3 | 7  | 17 | -10 | 2   |

| 1 de febrero | Uruguay   | 3–0 | Paraguay  |
|              | Venezuela | 2–1 | Perú      |
| 3 de febrero | Uruguay   | 1–1 | Perú      |
|              | Ecuador   | 4–3 | Venezuela |
| 5 de febrero | Perú      | 0–0 | Ecuador   |
|              | Paraguay  | 7–1 | Venezuela |
| 7 de febrero | Paraguay  | 5–2 | Perú      |
|              | Uruguay   | 1–1 | Ecuador   |
| 9 de febrero | Uruguay   | 5–1 | Venezuela |
|              | Paraguay  | 2–1 | Ecuador   |

## Ronda Final
| Teams     | Pld | W | D | L | GF | GA | GD | Pts |
| --------- | --- | - | - | - | -- | -- | -- | --- |
| Brasil    | 3   | 1 | 2 | 0 | 4  | 2  | +2 | 4   |
| Argentina | 3   | 1 | 2 | 0 | 5  | 4  | +1 | 4   |
| Uruguay   | 3   | 1 | 2 | 0 | 3  | 2  | +1 | 4   |
| Paraguay  | 3   | 0 | 0 | 3 | 4  | 8  | -4 | 0   |

| 13 de febrero | Brasil    | 0–0 | Uruguay   |
|               | Argentina | 3–2 | Paraguay  |
| 15 de febrero | Brasil    | 1–1 | Argentina |
|               | Uruguay   | 2–1 | Paraguay  |
| 17 de febrero | Argentina | 1–1 | Uruguay   |
|               | Brasil    | 3–1 | Paraguay  |

## Campeón
| Brasil         |
| Campeón Brasil |
| 5.º título     |

## Clasificados alMundial Sub-20 Portugal 1991
| Brasil | Argentina | Uruguay |
| ------ | --------- | ------- |